# جائزة نانسن للاجئين
جائزة نانسن للاجئين (بالإنجليزية: Nansen Refugee Award)‏ هي جائزة سنوية تُقدمها المفوضية السامية للأمم المتحدة لشؤون اللاجئين إلى فرد أو منظمة كرست عملها لمُساعدة الأشخاص النازحين قسرًا من ديارهم. تهدف الجائزة إلى تسليط الضوء على قيم نانسن المتمثلة في المثابرة والالتزام في وجه الصعوبات.

## أصل التسمية
كانت تُعرف باسم ميدالية نانسن، في مُحاكاة وتخليدًا لاسم المُستكشف النرويجي فريتيوف نانسين، المفوّض السامي الأول للاجئين في عصبة الأمم والحائز على جائزة نوبل للسلام في عام 1922. أطلقت جائزة نانسن للاجئين في عام 1954، لتُمنح سنويًا إلى فرد أو مُنظمة في خدمة اللاجئين. وتُعدّ أرفع وسام تقدّمه المفوضية السامية للأمم المتحدة لشؤون اللاجئين، على شكل ميدالية تذكارية وجائزة نقدية بقيمة 100 ألف دولار أمريكي تقدّمها حكومتا النرويج وسويسرا.

## انظرأيضًا
- عقيلة آصفي.